# Сучасні стилі керівництва
До сучасних стилів керівництва належать: управлінська матриця Блейка і Моутона, теорія раціонального управління, теорія співучасницького управління, ймовірнісна модель управлінської ефективності, теорія ситуаційного лідерства.

## Управлінська матриця Р.Блейка і Д.Моутона
Американські дослідники Р. Блейк і Д.Моутон запропонували вимірювати будь-яку управлінську діяльність двома «заходами» - увагою до виробництва та турботою про людей (увагою до людини).
Увага до виробництва — це відношення керівника до широкого кола питань, що стосуються ефективності прийнятих рішень, добору кадрів, організації людей і виробничого процесу, обсягу і якості продукції, що випускається і т. д.
Турбота про людей має на увазі забезпечення особистої участі працівніків у процесі досягнення цілей, підтрімку їх самоповаги, розвиток відповідальності, збереження хороших умов праці та сприятливих міжособістісних відносин.
Високі показники по обох параметрах є результатом ефективного управління.
Серед можливих комбінацій елементів двох зазначених вимірювань модель 1.9, тяжіє до демократичного стилю керівництва, в той час як модель 9.1 тяжіє до авторитарного стилю. Що ж стосується управлінського стилю поведінки вищих менеджерів, то цілком адекватною його репрезентацією є модель 9.9 .
Типологія керівників:
1. Демократ (1,9). Піклується найбільше про стан міжособистісних відносин в робочій групі. Недостатньо враховує потенційні можливості працівників. У зв'язку з цим не завжди найкращим чином виконує задачу.
2. Диктатор (9,1). Основна орієнтація - рішення професійної задачі оптимальним способом і в оптимальний строк. Проблеми людини його не цікавлять. Вважає, що для вирішення управлінського завдання основою є професійна підготовка.
3. Песиміст (1,1). Мало уваги приділяє вирішенню завдання і мало цікавиться потребами і можливостями людини. У керівництві групою дотримується анархічного стилю, вважаючи, що робота поодинці значно ефективніше колективних дій.
4. Організатор (9,9). Поєднує в собі всі якості керівника творчої групи. Дає можливість кожному працівнику проявити ініціативу і творчість. Вирішення управлінських завдань під керівництвом такого лідера здійснюється найраціональнішим шляхом.
5. Маніпулятор (5,5). Основним завданням своєї діяльності вважає залагодження відносин всередині групи. Вміє "гасити" гострі моменти у відносинах між людьми. Вважає, що узгодженість дій членів робочої групи є основною умовою вирішення завдань управління [3].

## Теорія раціонального управління Т.Коно
Японський дослідник Т.Коно у своїй книзі «Стратегія і структури японських підприємств» виділив і описав чотири типи управління:
- новаторсько-аналітичний;
- новаторсько-інтуїтивний;
- консервативно-аналітичний;
- консервативно-інтуїтивний.

На думку Т. Коно, саме новаторсько-аналітичний тип управління є найбільш ефективним, оскільки він здатний забезпечити організаційне виживання в умовах найгострішої ринкової конкуренції. Цей тип включає в себе наступні елементи менеджерської поведінки: відданість організації (фірмі); енергійність і новаторство; чуйність до нової інформації та ідей; генерування великого числа ідей та ініціатив; швидке прийняття рішень; хороша інтеграція колективних дій; чіткість у формулюванні цілей і установок; готовність враховувати думку інших; терпимість до невдач.
Менеджера, що використовує перераховані вище елементи, не можна назвати ні демократом, ні автократом. Швидше це людина, в поведінці якого елементи технократизму поєднуються з широким баченням ситуацій та вмінням працювати з людьми.

## Теорія співучасницького управління Б.Басса та Д.Баррета
У практиці багато залежить від ситуації, від уміння керівника залучити співробітників на свою сторону, зробити їх учасниками (співучасниками) процесу управління. Ця обставина є визначальною у теорії «співучасницького управління», що була запропонована Б.Бассом та Ж.Барретом
Єдиної теорії співучасницького управління не існує. Є тільки набір характеристик, з якими згодні всі прихильники цього підходу. А суть підходу полягає в тому, що управління стає більш ефективним, коли співробітників залучають до постановки і вирішення управлінських завдань, – тобто за умови їх співучасті. Співучасницьке управління є своєрідним типом керівництва.
Основні риси співучасницікого управління:
- регулярні наради керівника з підлеглими;
- відкритість у стосунках між керівником і підлеглими;
- залученість підлеглих у розробку і прийняття організаційних рішень;
- делегування підлеглим ряду повноважень керівника;
- участь рядових працівників у плануванні і здійсненні організаційних заходів;
- створення мікрогруп із правом самостійно розробляти і пропонувати варіанти вирішення проблем.

Співучасницьке управління не може використовуватися будь-яким керівником в будь-якій ситуації.
На думку прихильників даної концепції, існують певні умови його реалізації. Ці умови передбачають врахування трьох факторів:
- характеристики керівника;
- характеристики підлеглих;
- характеристики, які стоять перед групою завдань.

Керівник, здатний до реалізації співучасницького управління, повинен володіти наступними якостями:
- впевненістю в собі;
- високим освітнім рівнем;
- здібностями до оцінки пропозицій підлеглих;
- орієнтованістю на розвиток креативних (творчих) якостей співробітників.

Співучасницьке управління є найбільш ефективним для певного, з точки зору особистісних особливостей, типу підлеглих. Цей стиль застосовується до людей, яким притаманні:
- високий рівень знань, умінь, навичок;
- виражена потреба до незалежності;
- сильна тяга до творчості, особистого росту;
- орієнтація на стратегічні цілі;
- прагнення до рівності у відносинах.

Співучасницьке управління відповідає певному типу задач. Цьому типу управління найбільш релевантні такі завдання:
- передбачають множинність рішень;
- вимагають теоретичного аналізу та високого професійного виконання;
- робота, над якими здійснюється з середньою напругою зусиль.

Отже, співучасть - це не тільки певна характеристика управління, але ще і метод поліпшення мотивації працівників.

## Ймовірнісна модель ефективності управління Ф.Фідлера
Згідно даної моделі, ефективність стилю керівництва опосередкована ступенем контролю керівника над ситуацією, в якій він діє.
Ця теорія виходить з наступних дуже важливих передумов:
1. Стиль управління завжди співвідноситься з ефективністю функціонування очолюваного керівником колективу.
2. Зв'язок між стилем (типом) управління та ефективністю обумовлена цілою низкою показників (особливостями колективу і його членів, специфікою вирішуваних завдань і т. д.), які надають їй імовірнісний характер.

Суть ймовірнісної моделі управлінської ефективності зводиться до наступного:
1. Ефективність управління (незалежно від стилю або типу) виражається ступенем контролю керівника над ситуацією, в якій він діє.
2. Будь-яка ситуація може бути представлена як сукупність трьох основних параметрів. Ними є: ступінь сприятливості відносин керівника з підлеглими; величина влади (впливу) керівника в групі (його можливості в контролі за діями підлеглих і у використанні різних видів стимулювання); структура групового завдання (чіткість поставленої мети, бачення шляхів і способів її рішення і т. д.).
3. Сукупна кількісна оцінка всіх цих параметрів дозволяє судити про ступінь контролю керівника над ситуацією, тобто про рівень володіння ним ситуацією функціонування групи.

Відповідно до постулатів моделі, керівник директивного типу найбільш ефективний (як аналог ефективності, як правило, береться продуктивність групи) в ситуаціях з високим або низьким ситуаційним контролем (СК), тобто для нього вкрай сприятливих або несприятливих. Керівник схильний до колегіальних методів управління, найбільш ефективний у ситуаціях з помірним СК, тобто для нього помірно сприятливих чи несприятливих.
Цілим рядом експериментальних досліджень було доведено, що керівник авторитарного типу домагається найбільшої ефективності в ситуаціях, що вимагають високого і низького ступеня контролю, а керівник-демократ - у ситуаціях, що вимагають середнього ступеня контролю. Так що сам по собі ситуативний контроль, якщо його ступінь дуже висока, не служить показником ефективності. Управління може бути ефективним як при високому, так і при низькому рівні ситуативного контролю. І управління може бути неефективним навіть при високому ступені ситуативного контролю. Ступінь ситуативного контролю не може вважатися критерієм ефективного управління. Це привело дослідників до висновку про те, що критерії ефективності управління лежать в області психології і можуть бути виражені формулою:
ефективне управління = ефективний керівник.

## Теорія ситуативного лідерства П.Херсі та К.Бланшар
Прагнучи зрозуміти, що таке ефективне управління, американські психологи П.Херсі та К.Бланшар записували і аналізували, як ефективні та неефективні менеджери виконують свої щоденні завдання. Після обробки даних був отриманий приголомшуючий результат: ефективний тільки той керівник, який володіє такою управлінською якістю, як лідерство. Тільки лідер може бути ефективним управлінцем незалежно від стилю управління, особливостей задач та інших умов.
Автори теорії П.Херсі та К.Бланшар виходили з таких позицій:
1. Лідерство є спосіб взаємодії керівника і колективу. Однак способів взаємодії особистості і групи багато. Далеко не кожен з них є лідером. Лідером буде тільки той керівник, чий стиль керівництва найбільшою мірою відповідає рівню (стадії) розвитку групи.
2. Існує чотири рівня розвитку групи. Кожна група за умови вмілого керівництва нею, може досягти найвищої стадії розвитку: Рівень А - група, не здатна і не бажає працювати. Рівень Б - група, сприятлива, але не здатна працювати. Рівень В - група, охоча і частково здатна працювати. Рівень Г - група, повністю здатна і бажає працювати.
3. Кожному рівню розвитку (зрілості) групи відповідає стиль управління. Цей відповідний стиль є не тільки найефективнішим для управління, але й створює передумови для розвитку групи, для переходу її на більш високий рівень. Існує чотири основних стилі управління: «Вказівка» - для групи рівня А. «Розподіл» (або «популяризація») - для групи рівня Б. «Участь в управлінні» - для групи рівня В. «Передача повноважень» - для групи рівня Г.

Стилі управління групою:
1. Вказівка. Суть даного стилю в тому, що керівник ретельно інструктує підлеглих і слідкує за виконанням завдання. В результаті цього виявляється робота, яка відповідає його вимогам, і тим, хто за неї відповідає, вказується на незадовільні зразки.
2. Популяризація. З одного боку лідер ініціативний, постійно пропонує щось нове і активний у вказівках, інструктуванні і нагляді за роботою. З іншого боку, він залучає працівників у діяльність з визначення та встановлення зразків роботи. Такий лідер разом з підлеглими обговорює відповідність зробленого зразку, формує у співробітників почуття гордості за результати.
3. Участь в управлінні. Лідер концентрується на поліпшенні морального стану групи, заохочується почуття особистої причетності. Він обмежує прямі вказівки та контроль, замінюючи це навчанням підлеглих вмінню самостійно братися за вирішення проблем та наданням їм великої відповідальності. Частка наказів при такому стилі мінімальна, керівник втручається в діяльність підлеглих і приймає рішення тільки у виняткових випадках. Він заохочує особисту відповідальність та ініціативу.
4. Передача повноважень. Лідер виступає як останній резерв і залишає велику частину роботи окремим членам групи. Щоденний контроль здійснюється самими членами групи [1].